# Phragmotheca rubriflora
Phragmotheca rubriflora är en malvaväxtart som beskrevs av J.L. Fernández-alonso. Phragmotheca rubriflora ingår i släktet Phragmotheca och familjen malvaväxter. Inga underarter finns listade i Catalogue of Life.